# Classe Garcia
La classe Garcia fu una classe di fregate antisommergibili, tra le prime navi della categoria delle fregate missilistiche.
Le navi missilistiche della classe Garcia nacquero presto, come unità missilistiche di terza classe rispetto alle unità di maggiori dimensioni, classificate cacciatorpediniere o incrociatori (questi ultimi considerati tali solo dopo molto tempo, prima erano anch'essi considerati fregate). Il loro progetto venne scelto per realizzare 10 navi: Garcia (FF1040), Bradley (FF 1041), Edward McDonnell (FF 1043), Brumby (FF 1044), Davidson (FF 1045), Voge (FF 1047), Sample (FF 1048), Koelsch (FF 1049), Albert David (FF 1050) e O' Challahan (FF 1051).

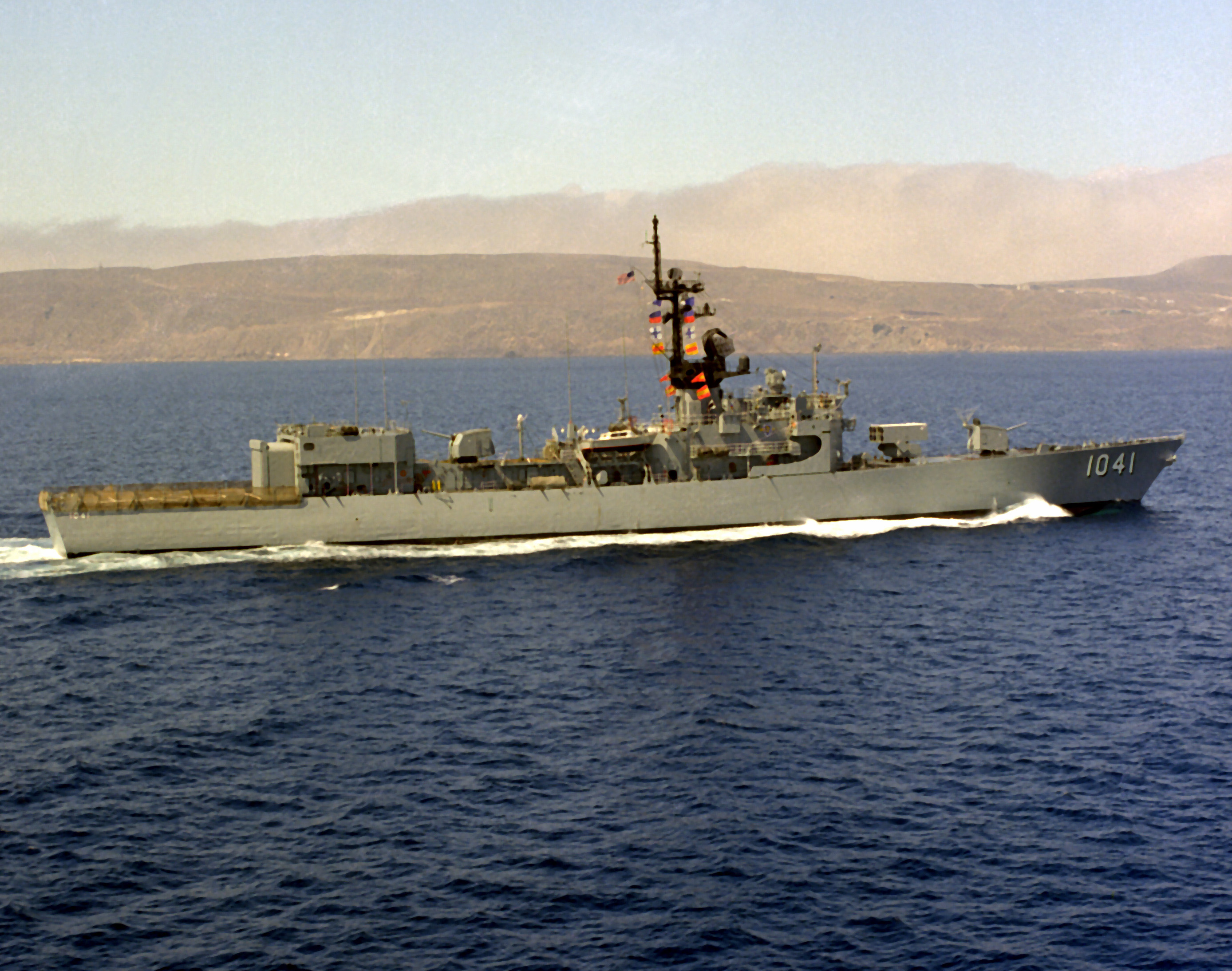
La fregata USS Bradley (FF-1041)

Il progetto prevedeva uno scafo di dimensioni piuttosto generose, con una lunghezza e una stazza paragonabili a quelle dei cacciatorpediniere di pochi anni prima. Lo scafo era piuttosto robusto e dotati di un ponte continuo, con un coefficiente lunghezza-larghezza di circa 9:1. Le sovrastrutture erano a mezza nave con una plancia di comando di un certo livello, ma non molto alta, con un grosso albero posteriore combinato con un'alberatura aggiuntiva posteriore alla struttura, che è anche il fumaiolo. La configurazione fumaiolo-alberi elettronici è chiamata "mack" e questa classe è stata una delle prime ad adottarla.
In tema di apparato motore vi erano le turbine a vapore, a ingranaggi, che rappresentavano, malgrado la concezione apparentemente superata, una notevole scommessa tecnologica, perché erano apparati motorizzati da caldaie ad alta pressione di vapore. Questo dava un sistema efficiente in termini termici e assai compatta. La potenza era invero non molto elevata, sufficiente per una nave di scorta piuttosto che per una di prima linea. Gli assi delle eliche erano due, cosa non scontata se si considerano gli sviluppi che le fregate americane hanno avuto successivamente.
L'armamento era costituito da un cannone da 127mm singolo, con alimentazione automatica. Non si trattava peraltro di qualche tipo precedente rispetto all'Mk 42 successivo. Uno era a prua, un altro a poppa.
Il lanciasiluri antinave era oramai un sistema obsoleto e gli impianti tripli presenti erano per armi di piccolo calibro, autoguidate, con siluri di tipo antisommergibile. Il siluro era però un sistema troppo limitato per portata e raggio utile. Per dargli un maggior livello di efficacia venne incluso in un razzo balistico con 9 km di distanza d'impiego. Esso era chiamato ASROC e in alternativa al siluro era possibile usare una carica nucleare tattica da 5kt. A parte questo, era presente anche un elicottero antisommergibile SH-2 con bombe di profondità o siluri.
Su alcune navi erano presenti 8 razzi di ricarica, qualcuna aveva anche un sonar filabile da poppa.
La classe successiva, la Knox, ebbe un successo maggiore, sia pure con alcune limitazioni come l'unico asse portaelica e il ritorno a caldaie a bassa pressione.

## Servizio nella Marina Brasiliana
Dopo essere state ritirate dal servizio dalla US Navy quattro unità della classe Garcia sono andate al Brasile.
Nella Marinha do Brasil queste unità hanno costituito la classe Pará:
- Pará (D-27) – ex USS Albert David (FF-1050)
- Paraiba (D-28) - ex USS Davidson (FF-1045)
- Paraná (D-29) - ex USS Sample (FF-1048)
- Pernambuco (D-30) - ex USS Bradley (FF-1041)

Nella Marinha do Brasil queste navi hanno ereditato nomi e distintivi ottici di quattro cacciatorpediniere della Classe Fletcher che avevano preso parte al secondo conflitto mondiale e che il Brasile aveva acquistato dagli Stati Uniti:
- Pará (D-27) – ex USS Guest (DD-472)
- Paraiba (D-28) - ex USS Bennett (DD-473)
- Paraná (D-29) - ex USS Cushing (DD-797)
- Pernambuco (D-30) - ex USS Hailey (DD-556)

## Classe Brooke
La versione antiaerea della classe Garcia era chiamata Classe Brooke, basata sullo stesso scafo e venne realizzata in sei esemplari. Le unità della classe Brooke si differenziavano dalle Garcia per la sostituzione del cannone sistemato a mezzanave, sopra la sovrastruttura di poppa, davanti all'hangar, con un lanciamissili Mk 13 con 16 Tartar e per la totale mancanza di un sonar a profondità variabile presente in alcune unità delle Garcia.